# Дінан

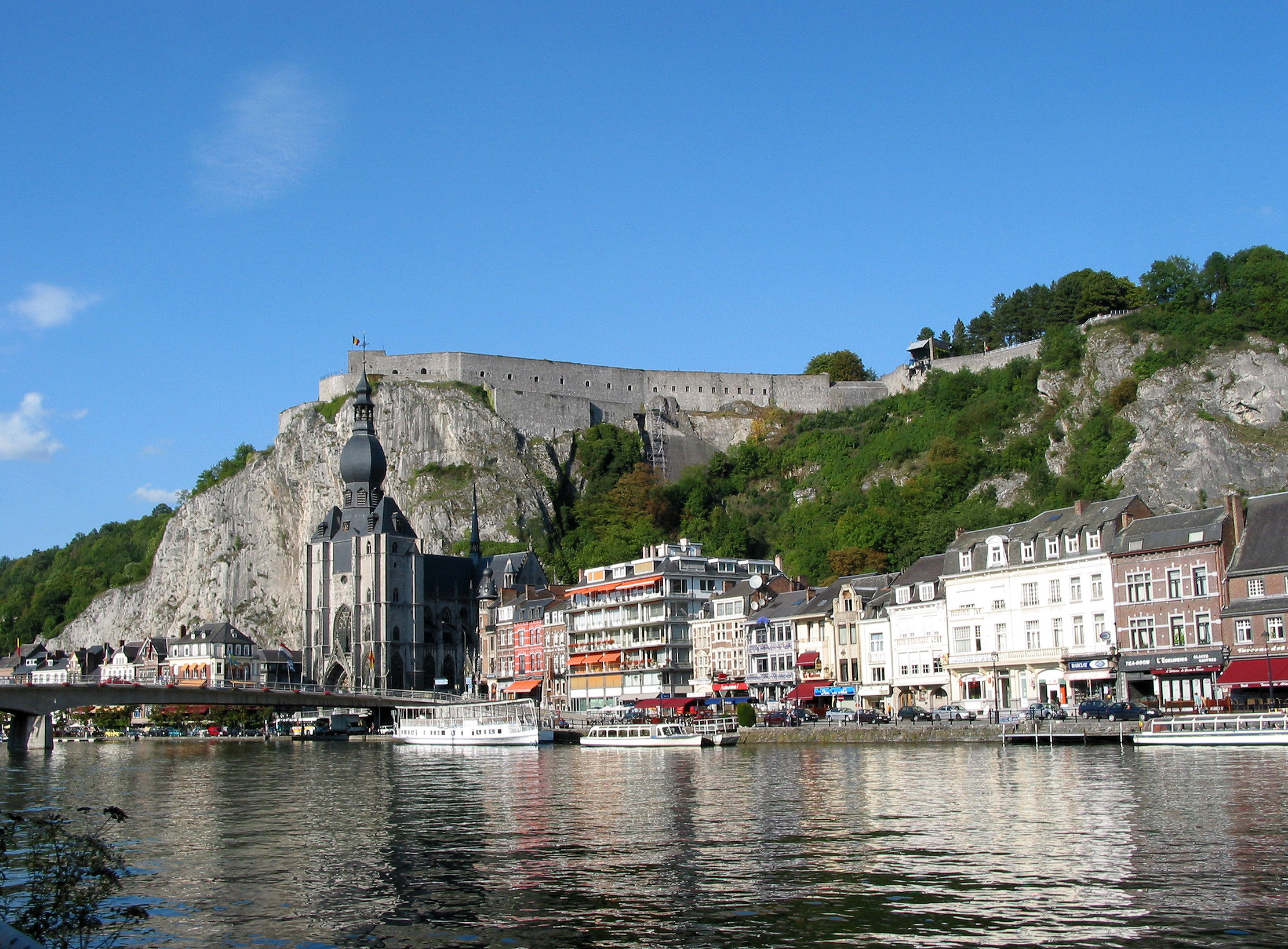
Дінан

Дінан (фр. Dinant) — місто і муніципалітет у Бельгії, у провінції Намюр. Розташоване на річці Маас. Станом на 1 січня 2005 року населення муніципалітету становило 12907 жителів.